# Сезон ФК «Чорноморець» (Одеса) 2014—2015
Сезон ФК «Чорноморець» (Одеса) 2014–2015 — 24-й сезон одеського «Чорноморця» у чемпіонатах/кубках України, та 77-й в історії клубу.

## Хронологія сезону

### Липень2014
- 25 липня 2014 р. Одеська команда оповістила заявку для участі в українській Прем'єр-лізі сезону 2014/15 рр.[5]
- 26 липня 2014 р. «Чорноморець» успішно стартував в новому сезоні, обігравши в Одесі в матчі 1-го туру чемпіонату України з рахунком 4:0 дебютанта прем'єр-ліги донецький «Олімпік»[6]. У матчі, який став першою (домашньою) перемогою «Чорноморця» в сезоні/чемпіонаті України, відзначилися гольовими «дублями» гравці господарів поля — Гай і Балашов. У складі гостей на заміну вийшов президент клубу — Владислав Гельзін.
- 31 липня 2014 р. «Моряки» невдало стартували в розіграші Ліги Європи УЄФА 2014/15 рр., поступившись в гостях, в першому матчі 3-го кваліфікаційного раунду команді «Спліт» з однойменного хорватського міста — 0:2[7]. Це була перша (виїзна) поразка одеської команди в сезоні.

### Серпень2014
- 4 серпня 2014 р. У матчі 2-го туру чемпіонату України «Чорноморець» зіграв внічию (3:3) з маріупольським «Іллічівцем». Формально «господарями поля» була маріупольська команда, хоча гра відбулась в Одесі[8].
- 7 серпня 2014 р. У відповідній грі 3-го кваліфікаційного раунду Ліги Європи УЄФА «моряки» не змогли обіграти в Одесі хорватський клуб «Спліт» — підсумок матчу 0:0. За підсумком двох матчів «Чорноморець» поступився 0-2, і у результаті вибув з розиграшу європейського клубного турніру[9].
- 11 серпня 2014 р. У матчі 3-го туру чемпіонату України «моряки» мінімально обіграли в Одесі луцьку «Волинь» — 1:0[10].
- 16 серпня 2014 р. З рахунком 0:0 в Одесі завершився матч 4-го туру чемпіонату України між «Чорноморцем» і командою «Зоря» (Луганськ)[11].
- 23 серпня 2014 р. «Моряки» стартували в 24-му розіграші кубка України з футболу, обігравши в гостях чернівецьку «Буковину» з великим рахунком 4:0. Своїм першим дублем у складі «Чорноморця» відзначився Сергій Назаренко[12].
- 30 серпня 2014 р. У матчі 5-го туру першості України «моряки» поступилися в Києві місцевому «Динамо» з рахунком 0:2. Це була перша (виїзна) поразка «Чорноморця» в нинішньому чемпіонаті України[13].

### Вересень2014
- 13 вересня 2014 р. В Одесі, у матчі 6-го туру національного чемпіонату «моряки» поступилися донецькому «Шахтареві» з рахунком 0:2. Це була перша домашня поразка «Чорноморця» в поточному чемпіонаті України[14].
- 21 вересня 2014 р. З рахунком 0:0 в Ужгороді завершився матч 7-го туру чемпіонату України між місцевою «Говерлою» та одеським «Чорноморцем»[15].
- 28 вересня 2014 р. У першому матчі 1/8 фіналу кубка України, «моряки» поступилися з рахунком 1:2 у Дніпродзержинську місцевій команді «Сталь»[16].

### Жовтень2014
- 4 жовтня 2014 р. З рахунком 2:2 в Одесі завершився матч 8-го туру чемпіонату України між «Чорноморцем» і донецьким «Металургом»[17].
- 17 жовтня 2014 р. Дирекція української прем'єр-ліги перенесла матчі 10-го туру чемпіонату України на грудень 2014 року[18].
- 19 жовтня 2014 р. У Дніпропетровську, в матчі 9-го туру національної першості «моряки» поступилися місцевому «Дніпру» з рахунком 1:2[19].
- 29 жовтня 2014 р. Матч-відповідь 1/8 фіналу кубка України проти дніпродзержинської «Сталі» «моряки» виграли з рахунком 2:1. За підсумками основного часу двох матчів було призначено додатковий час, після якого рахунок не змінився. Перемога по сумі двох матчів прийшла до одеської команди в серії післяматчевих пенальті — 4:2[20].

### Листопад2014
- 1 листопада 2014 р. З рахунком 0:0 в Запоріжжі завершився матч 11-го туру чемпіонату України між місцевим «Металургом» та одеським «Чорноморцем»[21].
- 8 листопада 2014 р. «Моряки» перервали семиматчеву бизвиїгришную серію в національному чемпіонаті, мінімально обігравши в Одесі в матчі 12-го туру першості України полтавську «Ворсклу» — 1:0[22].
- 20 листопада 2014 р. Дирекція української прем'єр-ліги перенесла матч 13-го туру чемпіонату України між харківським «Металістом» із одеським «Чорноморцем» на пізніший термін[23].
- 29 листопада 2014 р. «Моряки» невдало почали друге коло національної першості, поступившись у Києві[24] у матчі 14-го туру чемпіоната України донецькому «Олімпіку» з рахунком 1:2[25].

### Грудень2014
- 7 грудня 2014 р. В Одесі, у матчі перенесеного 10-го туру чемпіонату України «Чорноморець» і львівські «Карпати» розійшлися мирно — 0:0[26].
- 16 грудня 2014 р. Головний тренер «моряків» Роман Григорчук розірвав контракт з ФК «Чорноморець» (Одеса). Виконуючим обов'язки головного тренера команди був призначений Олександр Бабич[1].

### Лютий2015
- 25 лютого 2015 р. Одеська команда підписала договір з торговельною компанією "Euphoria Trading FZE" (OAE) про надання компанії статусу спонсора ФК "Чорноморець" до кінця сезону 2014/2015 рр.[27]
- 27 лютого 2015 р. З рахунком 0:0 в Дніпропетровську завершився матч 15-го туру чемпіонату України між «Чорноморцем» ("господарі") та маріупольским «Іллічівцем» ("гості")[28]. Це був перший офіційний матч «моряків» під керівництвом Олександра Бабича.

### Березень2015
- 8 березня 2015 р. У матчі 16-го туру першості України «моряки» зіграли внічию (1:1) в Луцьку з місцевою «Волинню»[29]. За рішенням КДК ФФУ матч відбувся без глядачів[4].
- 15 березня 2015 р. «Моряки» поступилися з рахунком 0:1 луганській «Зорі» у грі 17-го туру чемпіонату України[30]. «Зоря» приймала одеситів в Запоріжжі[31].

### Квітень2015
- 1 квітня 2015 р. Дніпропетровський «Дніпро» переміг «Чорноморець» з рахунком 4:0 у першому матчі 1/4 фіналу кубка України[32]. «Чорноморець» приймав суперника у Києві.
- 4 квітня 2015 р. У матчі 18-го туру першості України «моряки» поступилися з рахунком 0:2 київському «Динамо»[33]. Одеська команда приймала суперника у Києві.
- 8 квітня 2015 р. «Моряки» поступилися в Дніпропетровську місцевому «Дніпру» (0:1) у відповідній зустрічі 1/4 фіналу кубка України. За підсумком двох матчів «Чорноморець» програв 0-5, і у результаті вибув з розиграшу турніру[34].
- 11 квітня 2015 р. У Львові[35], в матчі 19-го туру першості України «Чорноморець» програв донецькому «Шахтареві» з рахунком 0:5[36]. Це найбільша поразка «моряків» в поточному сезоні, і в офіційних матчах проти донецької команди.
- 19 квітня 2015 р. У матчі 20-го туру першості України «моряки» зіграли внічию (1:1) з ужгородською «Говерлою»[37]. «Чорноморець» приймав суперника у Києві.
- 25 квітня 2015 р. «Чорноморець» програв з рахунком 0:1 донецькому «Металургу» у грі 21-го туру чемпіонату України[38]. Матч відбувся у Києві[39].

### Травень2015
- 3 травня 2015 р. У матчі 22-го туру першості України «моряки» програли з рахунком 0:3 дніпропетровському «Дніпру»[40].  «Чорноморець» приймав суперника в Дніпропетровську[41].
- 10 травня 2015 р. «Чорноморець» програв з рахунком 0:2 в Львові місцевим «Карпатам» у грі 23-го туру чемпіонату України[42].
- 15 травня 2015 р. У матчі 24-го туру першості України «моряки» зіграли внічию (0:0) із запорізьким «Металургом»[43]. «Чорноморець» приймав суперника у Києві.
- 20 травня 2015 р. У Харкові, у перенесеному матчі 13-го туру чемпіонату України «Чорноморець» зіграв внічию (0:0) з місцевим «Металістом»[44].
- 24 травня 2015 р. У матчі 25-го туру першості України «моряки» поступилися в Полтаві місцевій «Ворсклі» з рахунком 0:2[45].
- 31 травня 2015 р. Матч 26-го туру чемпіонату України «Чорноморець» - «Металіст» не відбувся через скасування гри.

### Червень2015
- 17 червня 2015 г. «Чорноморець» і «Металіст» не зіграли скасований матч 26-го туру чемпіонату України, оскільки УПЛ вирішила його не враховувати в підсумковій турнірній таблиці чемпіонату України сезону 2014/15[46].